# Udo Janßen
Udo Janßen (* 15. Dezember 1967 in Birkesdorf) ist ein deutscher Arzt mit Weiterbildung in Gynäkologie und Gerontologie sowie diplomierter Betriebswirt, Wirtschaftsjurist, und Arbeits- und Organisationspsychologe. Er ist Klinikmanager und Experte der Gesundheitswirtschaft sowie Professor für Allgemeine Betriebswirtschaftslehre mit Schwerpunkt Health Care Management.

## Karriere

### Akademischer Werdegang
Nach dem Medizinstudium an der Rheinischen Friedrich-Wilhelms-Universität Bonn und der Ludwig-Maximilians-Universität München folgte seine Zeit als Assistenzarzt und wissenschaftlicher Mitarbeiter in Gynäkologie und Geburtshilfe an den Uniklinika in München. Er promovierte 1998 in der Medizin an der Ludwig-Maximilians-Universität München. Seine Qualifikation als Gerontologe erwarb er sich an der Universität Mannheim. Später absolvierte er berufsbegleitend das Studium der Betriebswirtschaftslehre (BWL) an der Hochschule des Deutschen Ordens und Öffentliche Gesundheit an den Universitäten Bern, Basel und Zürich. In Berlin absolvierte er erfolgreich das Studium zum Wirtschaftsjuristen und Master of Business Administration (MBA). Am Kurt Levin Institut an der Uni Hagen schloss er erfolgreich sein Studium der Arbeits- und Organisationspsychologie ab. Außerdem studierte Janßen berufsbegleitend Medizintechnik an der Universität Kaiserslautern und erhielt die Anerkennung als Klinikingenieur im VDE. An der European Business School studierte er Interim Executive mit Studienschwerpunkt auf Krisenmanagement.

### Beruflicher Werdegang
Er arbeitete unter anderem als international tätiger Unternehmensberater und Interimsmanager in Krankenhäusern sowie als Geschäftsführer des Instituts für Europäische Gesundheits- und Sozialwirtschaft (IEGUS). Seit 2011 ist er Professor für Allgemeine Betriebswirtschaftslehre mit dem Schwerpunkt Health Care Management an der FOM – Hochschule für Oekonomie und Management in Essen. Darüber hinaus besitzt er weitere Lehraufträge an nationalen und internationalen Universitäten und war u. a. Gastprofessor für Betriebswirtschaftslehre an der Shangdong Agricultural University, Tai’an, in der Volksrepublik China. Bevor er 2013 Generaldirektor beim Wiener Krankenanstaltenverbund wurde, war er geschäftsführender Vorstand des Deutschen Krankenhausinstituts und beratendes Mitglied im Vorstand der Deutschen Krankenhausgesellschaft (DKG). Von 2011 bis 2012 war er Mitglied in der Exportinitiative „Gesundheitswirtschaft“ der Deutschen Bundesregierung. Von 2013 bis 2014 war er Finanzvorstand und Generaldirektor-Stellvertreter, von 2014 bis 2017 Generaldirektor (CEO) des Wiener Krankenanstaltenverbundes (KAV). Er war maßgeblich an der Umsetzung des Wiener Spitalskonzepts 2030 beteiligt. Als Generaldirektor entwickelte er zusammen mit rund 500 Mitarbeitern aller Professionen die neue strategische Ausrichtung des Wiener Krankenanstaltenverbundes in Form eines Medizinischen Masterplans verbunden mit einer Masterbetriebsorganisation für alle Betriebsstätten. Dieser wurde im Januar 2016 durch die Stadt Wien bestätigt und verbindlich vorgegeben. Von 2014 bis 2017 war er Vorstand des Verbandes der öffentlichen Wirtschaft und Gemeinwirtschaft Österreichs (VÖWG) in Wien. Von 2013 bis 2017 war er im Aufsichtsrat der Dienstleistungs- und Einkaufsgemeinschaft Kommunaler Krankenhäuser eG im Deutschen Städtetag (GDEKK). Von 2018 bis 2021 war er Partner Advisory Health Care der KPMG AG Wirtschaftsprüfungsgesellschaft Deutschland und bis 2024 Partner Health Care und Life Science der Deloitte Deutschland. 2020 gründete er die Janssen Consulting Group. Er ist Unternehmensberater und Interim Manager im Gesundheitswesen, Öffentlichen Sektor und Life Science Bereich.

## Veröffentlichungen
Janßen ist Vortragender an Universitäten und Gesundheitsinstitutionen u. a. zu den Themen „Modernisierung der Personalbewirtschaftung im Krankenhaus“ und organisierte auch selbst Fachtagungen und Konferenzen. Er ist Begründer, Herausgeber sowie Autor einer 14 Bände umfassenden Lehrbuch-Reihe Gesundheitsvorsorge- und Krankenhausmanagement.
- mit Olaf Kern, Birgit Vossler u. a. Herausgeber von: Betriebswirtschaftliche Grundlagen im Krankenhaus. Health Care- und Krankenhausmanagement. Verlag W. Kohlhammer, 2014, ISBN 978-3-17-022608-1.
- mit Olaf Kern, Birgit Vossler u. a. Herausgeber von: Gesundheits- und Sozialpolitik. Health Care- und Krankenhausmanagement. Verlag W. Kohlhammer, 2013, ISBN 978-3-17-025962-1.
- mit Thomas Schlegel und Henriette Marcus: Direktverträge mit Krankenkassen. C. F. Müller Juristischer Verlag, 2008, ISBN 978-3-8114-3429-5.
- mit Eva-Maria Schmid: Medizinisches Versorgungszentrum (MVZ). Verlag CW Haarfeld, 2008, ISBN 978-3-7747-2118-0.
- mit Karl Blum: DKI-Barometer Krankenhaus 2010/2011. Deutsche Krankenhaus Verlagsgesellschaft, ISBN 978-3-940001-91-7.
- mit Karl Blum: DKI-Barometer Psychiatrie 2011/2012. Deutsche Krankenhaus Verlagsgesellschaft, ISBN 978-3-942734-23-3.
- mit Karl Blum: DKI-Barometer Krankenhaus 2011/2012. Deutsche Krankenhaus Verlagsgesellschaft, ISBN 978-3-942734-10-3.
- mit Karl Blum: DKI-Barometer Krankenhaus 2012/2013. Deutsche Krankenhaus Verlagsgesellschaft, ISBN 978-3-942734-45-5.
- Tue Gutes und rede darüber. In: Achtung -Patient online! Wie Internet, soziale Netzwerke und kommunikativer Strukturwandel den Gesundheitssektor transformieren. 2010, S. P127–P143.
- Jede dritte Klinik hat Hygieneziele noch nicht erreicht. In: Ärzte Zeitung. 12. Februar 2012.
- mit I. Soljanik, F. May, H. Fritsch, C. G. Stief, E. R. Weissenbacher, K. Friese und A. Lienemann: Functional interactions between the fossa ischioanalis, levator ani and gluteus maximus muscles of the female pelvic floor: a prospective study in nulliparous women. In: Arch Gynecol Obstet. 286(4), Okt 2012, S. 931–938. doi:10.1007/s00404-012-2377-4. Epub 2012 Jun 13. PMID 22692630
- mit A. Lienemann, D. Sprenger, E. Grosch, C. Pellengahr und C. Anthuber: Assessment of pelvic organ descent by use of functional cine-MRI: which reference line should be used? In: Neurourol Urodyn. 23(1), 2004, S. 33–37. PMID 14694454
- mit A. Strauss, B. W. Paek, O. Genzel-Boroviczény, A. Schulze und H. Hepp: Multifetal gestation--maternal and perinatal outcome of 112 pregnancies. In: Fetal Diagn Ther. 17(4), Jul–Aug 2002, S. 209–217. PMID 12065948
- mit A. Strauss, I. M. Heer, C. Dannecker, P. Hillemanns und S. Müller-Egloff: Routine cervical cerclage in higher order multiple gestation -- does it prolong the pregnancy? In: Twin Res. 5(2), Apr 2002, S. 67–70. PMID 11931683
- mit A. Strauss, I. Heer, S. Fuchshuber, P. Hillemanns und H. Hepp: Sonographic cervical volumetry in higher order multiple gestation. In: Fetal Diagn Ther. 16(6), Nov–Dez 2001, S. 346–253. PMID 11694737
- mit A. Lienemann, D. Sprenger, C. Anthuber und M. Reiser: Functional MRI of the pelvic floor. The methods and reference values. In: Radiologe. 40(5), Mai 2000, S. 458–464. German. PMID 10890041
- mit C. Anthuber, S. Anthuber, B. Föst, G. Huber und K. Maag: Manometric and clinical long-term outcome after grade III perineal rupture. In: Gynakol Geburtshilfliche Rundsch. 1995;35 Suppl 1, S. 137–141. PMID 8672913
- Funktion des anorektalen Kontinenzorgans nach vaginaler Geburt – Manometrische und klinische Langzeitresultate unter besonderer Berücksichtigung der Episiotomie. Shaker Verlag, 1998, ISBN 3-8265-4466-8.